# Drassodella melana
Drassodella melana är en spindelart som beskrevs av Tucker 1923. Drassodella melana ingår i släktet Drassodella och familjen Gallieniellidae. Inga underarter finns listade i Catalogue of Life.